# Castello di Duntulm

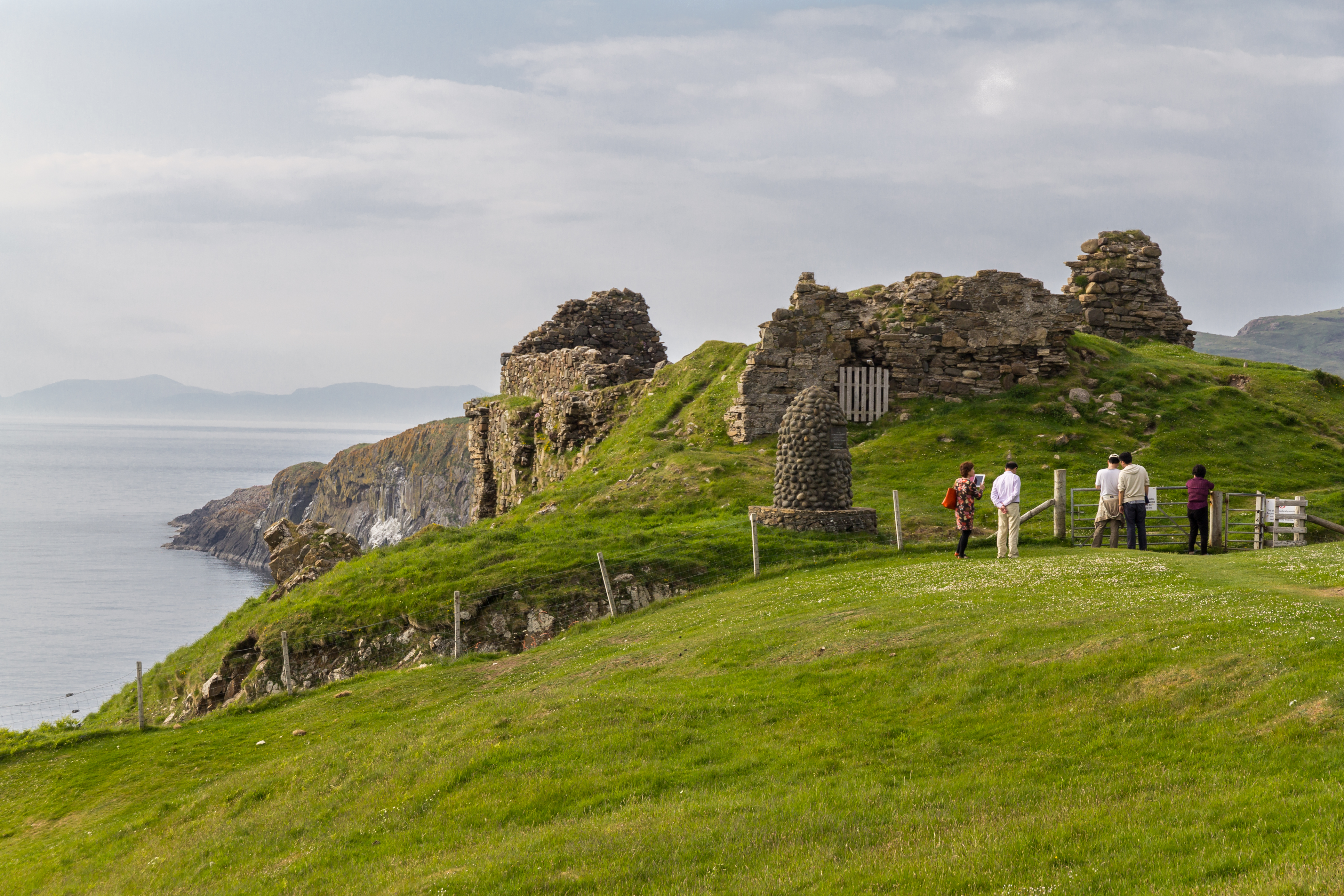
Visitatori tra le rovine del castello di Duntulm

Il castello di Duntulm (in inglese: Duntulm Castle) è un castello in rovina del villaggio scozzese di Duntulm, nell'isola di Skye (Ebridi Interne), eretto tra il XIV e il XV secolo probabilmente per voler del clan McLeod.  Fu in seguito la residenza del clan Donald.

## Storia
Si è ipotizzato che nel promontorio in cui si ergono le rovine del castello di Duntulm, sorgesse già nell'età del Ferro un broch o un forte noto come Dun Dhaibhidh, ovvero "forte di David", ma non vi sono prove concrete a sostegno di questa tesi.
Le prime notizie sull'esistenza del castello di Duntulm si ebbero nel 1540, quando l'edificio fu visitato da re Giacomo V, che rimase notevolmente impressionato dalla struttura.
All'inizio del XVII secolo, il castello di Duntulm fu teatro del tentativo di omicidio di Donald Gorm, IX capo del clan McDonald, da parte del cugino Hugh MacDonald: questi, però, prima di poter mettere in atto il suo piano, fu catturato e gettato in un fossato, dove fu lasciato morire disidratato (si racconta che venisse nutrito con del pesce salato).
In seguito, in un documento del 1618, si stabilì che lo stesso Donald Gorm potesse risiedere presso il castello di Duntulm e che lo stesso Gorm dovesse provvedere alla ristrutturazione dell'edificio, che si trovava in uno stato di rovina.  Gorm aggiunse così una seconda torre all'edificio.
I MacDonald risiedettero nel castello di Duntulm fino al 1730, anno in cui Sir Alexander MacDonald fece costruire una nuova residenza a Monkstadt.
Negli anni ottanta del XIX secolo, le rovine del castello furono visitate dagli studiosi MacGibbon e Ross, che le descrissero come in buono stato nel loro saggio The Castellated and Domestic Architecture of Scotland.
Nel 1990, si assistette al crollo della torre di più recente costruzione, le cui macere precipitarono in mare.

## Architettura
Gran parte delle rovine visibili risalgono al XV secolo. Ciò che rimane del castello ha una forma rettangolare delle dimensioni di 25x9 metri.

## Leggende
Si sono tramandate alcune leggende, secondo cui il castello di Duntulm sarebbe infestato da fantasmi.
Uno degli spiriti che si aggirerebbe nel castello è quello di Hugh MacDonald (v. sezione "Storia").
Un altro fantasma famoso è quello di una bambinaia che risiedeva a Duntulm e che un giorno avrebbe fatto cadere accidentalmente un bambino da una finestra del castello mentre stava abbandonando l'edificio, e che poi fu assassinata.
Un altro fantasma sarebbe quello di Margaret, sorella di uno dei capi del clan McLeod e moglie di un MacDonald, cacciata dal marito dopo aver perso un occhio in un incidente.